# Fluorid sirnatý
Fluorid sirnatý (SF2), též difluorid síry je anorganická sloučenina patřící mezi fluoridy. Snadno podléhá dimeraci insercí molekuly SF2 do vazby S-F za vzniku F3SSF.
Úhel vazby F–S–F má velikost 98,3° a délka vazby S–F je 159 pm.

## Příprava
Fluorid sirnatý se připravuje reakcí chloridu sirnatého a fluoridu draselného nebo rtuťnatého při nízkém tlaku:
SCl2 + 2 KF → SF2 + 2 KCl SCl2 + HgF2 → SF2 + HgCl2